# 9673 Kunishimakoto
9673 Kunishimakoto (1997 UC25) là một tiểu hành tinh vành đai chính được phát hiện ngày 25 tháng 10 năm 1997 bởi S. Otomo ở Kiyosato.